# Johannes (Uppsala)
Johan († 14. Juli oder 12. August 1187) war von 1185 bis 1187 Erzbischof in Uppsala.
Über seine Person ist so gut wie nichts bekannt. Offenbar gab es in Alt-Uppsala bereits ein Domkapitel, das für sich die Bischofswahl beanspruchte. Darauf deutet die Bezeichnung „electio canonica“ in der Ernennungsbulle Papst Lucius III. vom 5. November 1185 hin, die auch einen Schutzbrief für ihn und seine Kirche beinhaltet. Es ist die älteste erhaltene Bulle für Schweden. Sie ordnete auch die Steuerfreiheit für die Kirche an. Während einer Sedisvakanz durften die Einkünfte der Kirche nicht geschmälert werden. Das richtete sich gegen die Sitte, dass die Einkünfte während einer Sedisvakanz dem König zufielen.
1187 unternahmen estnische Seeräuber einen Raubzug nach Mälaren. Auf dem Rückweg von Sigtuna, das abgebrannt worden war, kamen die estnischen Schiffe nicht an dem Verteidigungswerk bei Almarestäket am Mälarsee (heute die größte Burgruine Schwedens) vorbei, wo sich zufällig der Erzbischof aufhielt. Die Esten gruben westlich von Stäkesön einen heute wieder verfüllten Sund (dort führt heute die E 18 vorbei), der später „Lilla Stäket“ oder „Ryssgraven“ genannt wurde. Im Laufe der Kämpfe wurde der Erzbischof am 14. Juli oder 12. August 1187 getötet. Er war der erste Erzbischof, der in der Domkirche von Gamla Uppsala begraben wurde.